# Son Palou de Coanegra
Son Palou de Coanegra és una possessió de Santa Maria del Camí, situada a l'inici de la vall, entre Son Torrella i Son Berenguer, entre el camí de Coanegra i el torrent.
A partir del segle xiii s'hi documenta un molí fariner mogut per la força de l'aigua de la síquia de Coanegra. El molí es va mantenir actiu fins al segle xviii. En l'actualitat tan sols es conserva el cup, la síquia i un safareig. Dins la possessió, en el límit amb Son Berenguer s'hi troba es Pont d'ets Ases, un aqüeducte amb tres ulls que permet a la síquia procedent de Son Pou salvar el torrent de Coanegra.
La primera data de la possessió dels Palou a Coanegra és de 1566. En aquest any Jaume Ignasi de Torrella establí a favor de Bernat Palou de Coanegra un molí amb el seu dret d'ús d'aigua de la síquia. El 9 d'octubre de 1610 mataren Miquel Palou de Coanegra d'una arcabussada a les espatles. Marc Antoni Cotoner, propietari de Son Torrella va modificar el traçat de la síquia per dur l'aigua a les cases de Son Torrella i va deixar Son Palou sense aigua. El 1736 Son Palou es va reintegrar dins Son Torrella per establiment de Francesca Palou a favor de Marc Antoni Cotoner i Sureda, marquès d'Ariany.